# Релеївське розсіювання

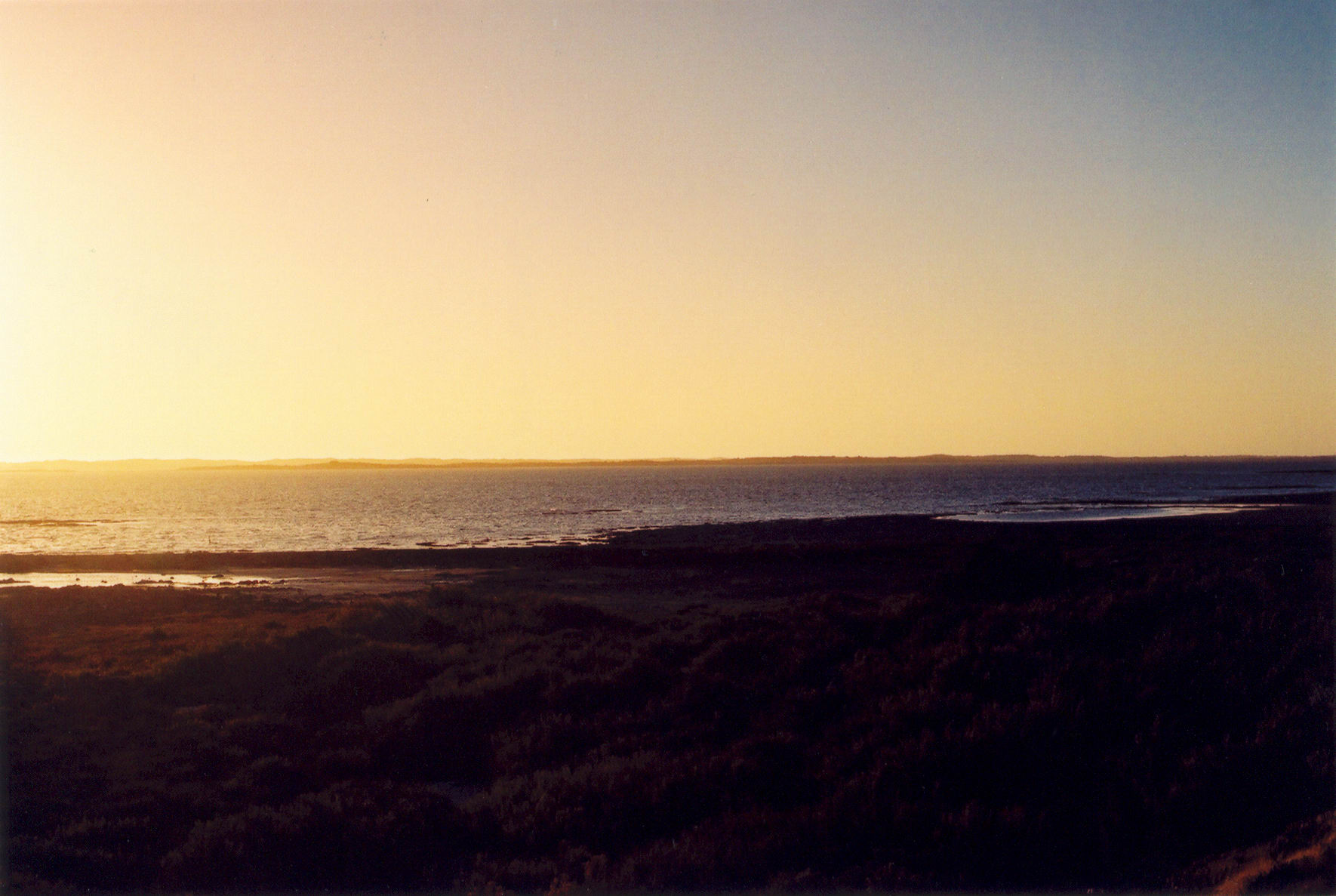
Блакить неба й червоне сонце на заході завдячують релеївському розсіянню

Релеївське розсіювання(англ. Rayleigh scattering) — розсіювання світла тілами з розмірами, меншими за довжину хвилі.
Термін релеївське розсіювання вживається також для позначення розсіювання світла на флуктуаціях густини речовини. Саме таким розсіюванням зумовлений блакитний колір неба й червоний колір сонця на заході. Релеївське розсіювання пропорційне четвертому степеню частоти. Завдяки цій обставині блакитні промені розсіюються набагато сильніше, ніж червоні.

## Переріз розсіяння на атомі
Якщо на систему зарядів падає електромагнітна хвиля, то під її впливом заряди розпочинають рух, який супроводжується випромінюванням у всіх напрямках. Таким чином протікає розсіювання  хвилі, що падає. Цей процес характеризується «диференційним перерізом» {\displaystyle d\sigma }, який за визначенням дорівнює відношенню енергії {\displaystyle dI}, що випромінюється системою в даному напрямку тілесного кута
{\displaystyle d\Omega =\sin \theta d\phi }
де {\displaystyle \theta }- та {\displaystyle \phi }- кути у сферичній системі координат, за одиницю часу до густини потоку енергії випромінювання {\displaystyle I}, що падає на систему зарядів:
{\displaystyle d\sigma ={\frac {dI}{I}}}.
Повний переріз розсіювання {\displaystyle \sigma } знаходиться шляхом інтегрування по всьому простору.
Нехай на атом, наприклад атом водню, падає плоска монохроматична хвиля, в якій напруженість електричного поля {\displaystyle \mathbf {E} } змінюється з часом за гармонічним законом:
{\displaystyle \mathbf {E} =\mathbf {E_{0}} \sin \omega t}.
Припустимо, що електрон в атомі утримується в положенні рівноваги квазіпружною силою {\displaystyle f=kx}, де {\displaystyle k} — коефіцієнт жорсткості, а {\displaystyle x} — зміщення з положення рівноваги, а також швидкість електрона {\displaystyle v} мала в порівнянні зі швидкістю світла {\displaystyle c}.
В рамках даної моделі рівняння руху електрона приймає вигляд:
{\displaystyle {\ddot {x}}+\omega _{0}^{2}x=-{\frac {eE_{0}}{m_{0}}}\sin \omega t}
де {\displaystyle \omega _{0}^{2}=k/m_{0}-} власна частота коливань атома, {\displaystyle m_{0}-} маса електрона. Тут також враховано, що магнітна складова сили Лоренца {\displaystyle e(\mathbf {v} \times \mathbf {B} )} мала в порівнянні із силою {\displaystyle e\mathbf {E} }.
Розв'язком цього диференційного рівняння руху є функція:
{\displaystyle x={\frac {eE_{0}}{m_{0}(\omega ^{2}-\omega _{0}^{2})}}\sin \omega t}
згідно з якою електрон у квазіпружному атомі під дією  електромагнітної хвилі, що падає, здійснює вимушені коливання з частотою цієї хвилі {\displaystyle \omega }. Інтенсивність {\displaystyle dI} випромінювання атома, що моделюється тут як диполь, у даному напрямі {\displaystyle \theta } в тілесний кут {\displaystyle d\Omega } буде:
{\displaystyle dI={\frac {{\ddot {p}}^{2}}{16\pi ^{2}c^{3}\epsilon _{0}}}\sin ^{2}\theta d\Omega ={\frac {e^{4}}{16\pi ^{2}\epsilon _{0}c^{3}m_{0}^{2}}}\cdot {\frac {\omega ^{4}E_{0}^{2}\sin ^{2}\omega t}{(\omega ^{2}-\omega _{0}^{2})^{2}}}\cdot \sin ^{2}\theta d\Omega ,}
де {\displaystyle \mathbf {p} =e\mathbf {r} } —  дипольний момент, {\displaystyle \theta } — кут між напрямом поля {\displaystyle \mathbf {E} } та напрямом розсіювання. Густина потоку енергії електромагнітного поля має вигляд:
{\displaystyle I=\epsilon _{0}cE^{2}=\epsilon _{0}cE_{0}^{2}\sin ^{2}\omega t}
а диференціальний переріз {\displaystyle d\sigma } визначається виразом:
{\displaystyle d\sigma =\left({\frac {e^{2}}{4\pi \epsilon _{0}m_{0}c^{2}}}\right)^{2}{\frac {\omega ^{4}}{(\omega ^{2}-\omega _{0}^{2})^{2}}}\sin ^{2}\theta d\Omega .}
Повний переріз розсіювання буде:
{\displaystyle \sigma ={\frac {8\pi }{3}}\left({\frac {e^{2}}{4\pi \epsilon _{0}m_{0}c^{2}}}\right)^{2}{\frac {\omega ^{4}}{(\omega ^{2}-\omega _{0}^{2})^{2}}}}
Тут використано позначення:
{\displaystyle r_{0}={\frac {e^{2}}{4\pi \epsilon _{0}m_{0}c^{2}}}=2,82\cdot 10^{-15}} м
для класичного радіуса електрона. Із формули для повного перерізу розсіювання випливає закон Релея: переріз когерентного (без зміни частоти {\displaystyle \omega }) розсіювання електромагнітних хвиль низької частоти, {\displaystyle \omega \ll \omega _{0}} (оптичний діапазон) прямо пропорційний четвертому степеню {\displaystyle \omega } або обернено пропорційний {\displaystyle \lambda ^{4}}, де {\displaystyle \lambda =2\pi c/\omega }  — довжина хвилі.
Цей закон і пояснює блакитний колір неба (домінування коротких довжин хвиль у розсіяному світлі), а також червоний колір сонця, що заходить (домінування довгих хвиль у світлі, що пройшло через товстий шар атмосфери).
У випадку розсіювання хвиль з великою частотою {\displaystyle \omega \gg \omega _{0}} (рентгенівські промені) справедлива формула Томсона:
{\displaystyle \sigma ={\frac {8}{3}}\pi r_{0}^{2}}
Тут переріз розсіювання рентгенівських хвиль на атомі не залежить від його властивостей. Це пояснюється тим, що умова {\displaystyle \omega \gg \omega _{0}} еквівалентна умові {\displaystyle kx\ll eE}, тобто розсіювання протікає на вільному електроні. Цей переріз розсіювання називають перерізом Томсона. Він не залежить від частоти та енергії випромінювання, яке падає.